# Allexis obanensis
Allexis obanensis là một loài thực vật thuộc họ Violaceae. Loài này có ở Cameroon và Nigeria. Chúng hiện đang bị đe dọa vì mất nơi sống.